# 54 Eridani
54 Eridani, som är stjärnans Flamsteed-beteckning, är en misstänkt astrometrisk dubbelstjärna belägen i den mellersta delen av stjärnbilden stjärnbilden Eridanus, som också har variabelbeteckningen DM Eridani. Den har en genomsnittlig skenbar magnitud på ca 4,32 och är svagt synlig för blotta ögat där ljusföroreningar ej förekommer. Baserat på parallax enligt Gaia Data Release 2 på ca 8,2 mas, beräknas den befinna sig på ett avstånd på ca 400 ljusår (ca 122 parsek) från solen. Den rör sig närmare solen med en heliocentrisk radialhastighet av ca -33 km/s.

## Egenskaper
Primärstjärnan 54 Eridani A är en röd till orange jättestjärna av spektralklass M3/4 III, som har förbrukat förrådet av väte i dess kärna, befinner sig på asymptotiska jättegrenen och har utvecklats bort från huvudserien. Den har en radie som  är ca 69 solradier och utsänder ca 1 020 gånger mera energi än solen från dess fotosfär vid en effektiv temperatur av ca 3 900 K.
54 Eridani är en halvregelbunden variabel (SRB,) som varierar mellan visuell magnitud +4,28 och 4,36 med perioder på 18,8 och 45,5 dygn, var och en amplitud av 0,019 magnitud.